# یارسلاو کواپیل
یارُسلاو کواپیل (انگلیسی: Jaroslav Kvapil; ۲۵ سپتامبر ۱۸۶۸ – ۱۰ ژانویهٔ ۱۹۵۰) شاعر، کارگردان تئاتر، مترجم، نمایشنامه‌نویس، و نویسنده کتاب اهل کشور جمهوری چک بود. از سال ۱۹۰۰ کارگردان و نمایشنامه‌نویس در تئاتر ملی پراگ بود و در آنجا نمایش‌هایی از آنتون چخوف، هنریک ایبسن و ماکسیم گورکی را وارد کارنامه‌اش کرد. بعدها نیز او در تئاتر وینورادی کارگردانی کرد (۱۹۲۱–۱۹۲۸). وی شش نمایشنامه نوشت، اما امروزه عمدتاً به عنوان نویسنده کتاب «روسالکا» اثر آنتونین دووراک یاد می‌شود. کواپیل نویسنده اصلی مانیفست نویسندگان چک در سال ۱۹۱۷ بود که توسط بیش از دویست چک برجسته امضا شده بود و از مفهوم خودمختاری چک حمایت می‌کرد. او در سال ۱۹۰۷ با هنرپیشه هانا کواپیلووا ازدواج کرد و این ازدواج از سال ۱۸۹۴ تا زمان مرگش پایدار بود. 